# 森忠右衛門
森 忠右衛門（もり ちゅうえもん）は、江戸時代中期の武士、旗本。

## 経歴
広敷番頭・広敷用人を歴任した図司末親の三男として生まれ、姉婿・森小三郎の養子となる。養家の森氏は佐伯藩侯毛利氏と同族で、佐伯藩祖毛利高政の弟・吉安を祖とする家柄である。寛保2年（1742年）小姓組だった養父が33歳で死去すると家督を継承、知行600石。延享2年（1745年）から小姓組を勤める。
忠右衛門は札差を始め、盲人・浪人が営む高利貸しによる多額の負債を抱えていた。そのため一時は自害を図ろうとしたものの子の勝与の説得を受け、安永7年（1778年）閏7月30日夜、忠右衛門は自らの妻、勝与とその妻の3人とともに突如として逐電した。一同は忠右衛門の従弟が住職を務める唯念寺領に逃れ、忠右衛門は菩提寺の寿蓮寺で出家、医師に身代を改めた。しかしこの時、幕医・須磨良川が盗賊騒ぎを起こして捕らえられるという事件が発生。忠右衛門はその一味であると疑われることを恐れ、8月24日に勝与を帯同して上役の小姓組番頭・森川俊清の元へ出頭した。
町奉行の取り調べによって忠右衛門の出奔理由が明らかとなり、また同時に盲人・浪人による法外な高利貸しの実態に光が当てれらた。これにより幕府は江戸随一の富豪として知られた鳥山検校・名護屋検校ら当道座の検校らや金貸し浪人らを捕らえ、浪人は追放、検校らは当道座の座法によってそれぞれ解官・追放・財産没収という処分が下されることとなった。
忠右衛門は出頭、入牢の後ほどなく病死した。忠右衛門は学問をよくし、また達筆でもあった。そのため世人は「学問も役に立たないものだ」と噂したという。同年11月、子の勝与が逐電の罪を問われ追放刑に、匿った唯念寺住持は追放、寿蓮寺住持は闕所の上追放。義弟・図司末済は一時出仕停止となった（翌年解除）。妻の柘植氏と勝与の妻・杉原氏は実家へ戻った。